# Lauretta De Lauri
Lauretta De Lauri, pseudonimo di Laura Buchetti (Gemonio, 1924 – Roma, 2008), è stata un'attrice e ballerina italiana.

## Biografia
Nacque a Gemonio nel 1924. Attiva nel varietà e nel cabaret a partire dagli anni quaranta fece parte del corpo di ballo di Erminio Macario come ballerina di fila.
Iniziò a recitare al Teatro Mediolanum per passare alle stagioni del Teatro Lirico di Milano con Nino Taranto. Al cinema dopo un piccolo ruolo ne I promessi sposi, del 1941, recitò, nel 1944, ne La prigione e, nel 1950, assieme a Totò, nella parte di Fatma in Totò sceicco. 
Morì a Roma nel 2008 all'età di 84 anni.

## Vita privata
Nel 1969 sposò Virginio Curti e si ritirò a vita privata con il marito e i due figli nati dal matrimonio.

## Filmografia
- I promessi sposi, regia di Mario Camerini (1941)
- La prigione, regia di Ferruccio Cerio (1944)
- Totò sceicco, regia di Mario Mattoli (1950)

## Teatro
- Com'era verde la nostra valle, con Nino Taranto, Dolores Palumbo, Maria Landi, Lauretta De Lauri, Rosetta Pedrani, Giulio Marchetti, Amedeo Girard. Teatro Lirico di Milano (1946-1947)